# 33A busz (Miskolc)
A 33A-s jelzésű busz egy buszjárat volt Miskolcon. 1979. június 1-jén indult meg az avasi lakótelep (később Avas Városközpont) és a Szemere Bertalan utca között, az Ifjúság útján át. A járat 1980. május 31-én megszűnt és a rákövetkező naptól kezdve a viszonylat megkapta a 34-es jelzést.